# Факултет пословне економије Универзитета у Источном Сарајеву
Факултет пословне економије у Бијељини налази се у саставу Универзитета у Источном Сарајеву, једног од два државна универзитета у Републици Српској.

## Историјат
Факултет је основан 28. јул 2005. у Бијељини под именом Факултет спољне трговине који је настао после трансформације Више школе за спољну трговину Одлуком Народне скупштине Републике Српске.
Факултет спољне трговине промјенио је назив у Факултет пословне економије одлуком Управног одбора Универзитета у Источном Сарајеву од 20. августа 2009. године.
Факултет има традиционално одличну сарадњу са Економским факултетом Универзитета у Београду. Редовни професори са Економског факултета Универзитета у Београду који предају на Факултету пословне економије у Бијељини су редовни професор др Јелена Кочовић, редовни професор др Раде Станкић и др. Бројни професори, као на пример ванредни професор др Мирела Митрашевић су магистрирали и докторирали на Економском факултету Универзитета у Београду, тако да је веза између ове две установе нераскидива, што даје посебан квалитет Факултету пословне економије.
Декан Факултета пословне економије је проф. др Миладин Јовичић.

## Врсте и нивои студија
Почетне струдије трају две години и називају се Одсјек заједничких основа, док се студинти на трећој години факултета опредељују на 3 наставна смера, и то:
- Спољна трговина, порези и царине
- Финансије, банкарство и осигурање
- Пословна информатика